# Gansbaai

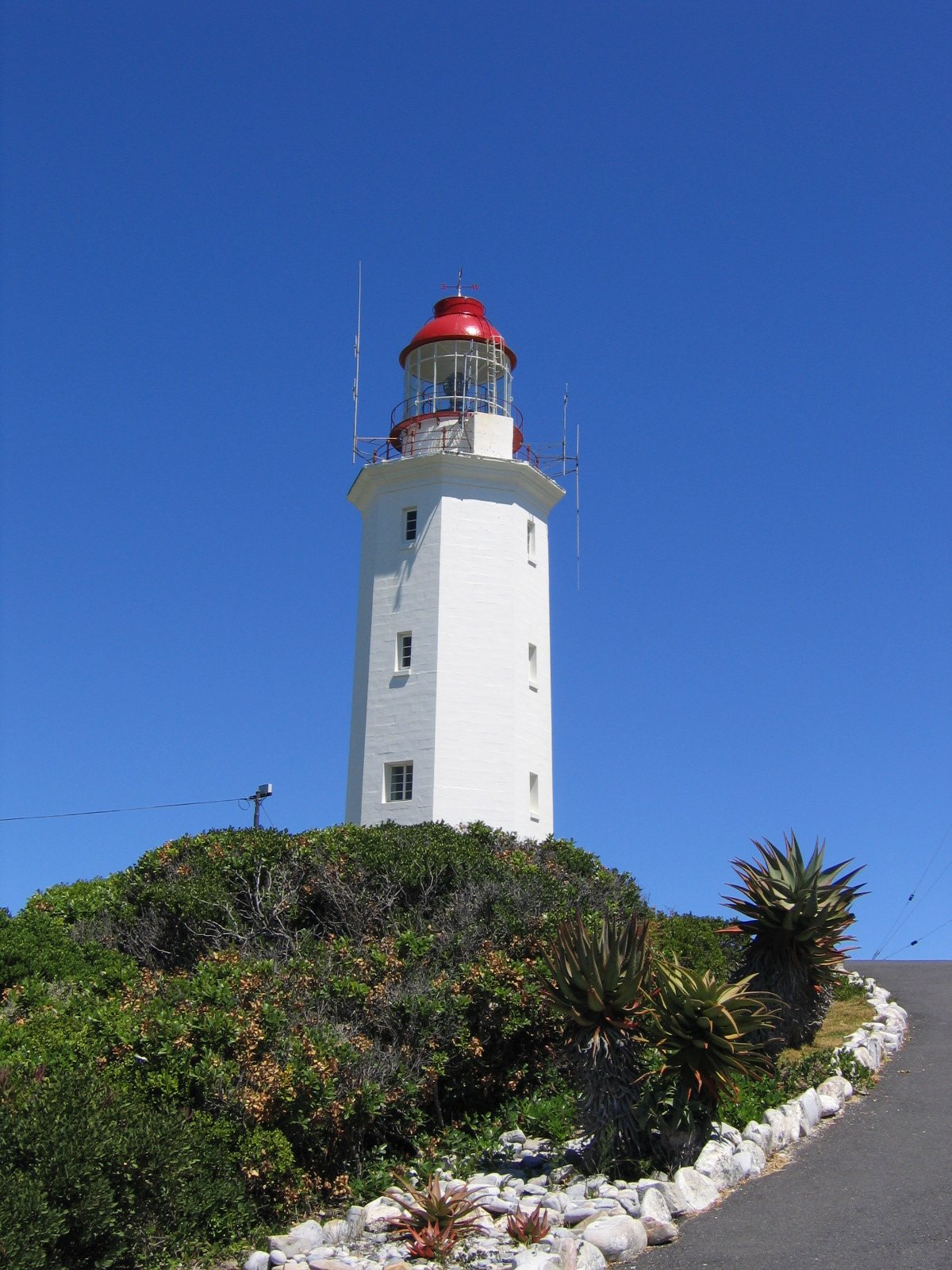
Fyren vid Danger Point, strax sydväst om Gansbaai.

Gansbaai (alternativt Gans Bay) är en stad sydost om Kapstaden, på sydkusten i Västra Kapprovinsen i Sydafrika. Folkmängden uppgick till 11 598 invånare vid folkräkningen 2011. Den är mest känd för att vattnen utanför staden har en stor population av vithaj. Staden kallas därför för "The Great White Shark Capital of the World".